# Équipe de Guinée équatoriale féminine de football
Cet article traite de l'équipe féminine. Pour l'équipe masculine, voir Équipe de Guinée équatoriale de football.
Maillots
L'équipe de Guinée équatoriale féminine de football est une sélection des meilleures joueuses de Guinée équatoriale sous l'égide de la Fédération de Guinée équatoriale de football.
L'équipe remporte le Championnat d'Afrique de football féminin en 2008. En atteignant la finale lors de l'édition 2010, elle se qualifie pour la première fois pour la Coupe du monde qui a lieu en 2011 en Allemagne. Les Équatoguinéennes sont à nouveau sacrées championnes d'Afrique en 2012, malgré la mort, entretemps, d'une des joueuses, Téclaire Bille, dans un accident de voiture.

## Classement FIFA
| Année              | 2006 | 2007 | 2008 | 2009 | 2010 | 2011 | 2012 | 2013 | 2014 | 2015 | 2016 | 2017 | 2018 |
| ------------------ | ---- | ---- | ---- | ---- | ---- | ---- | ---- | ---- | ---- | ---- | ---- | ---- | ---- |
| Classement mondial | 91   | 89   | 72   | 66   | 62   | 56   | 54   | 51   | 54   | 53   | 50   | 53   | 70   |
| Classement CAF     | 12   | 11   | 6    | 5    | 4    | 3    | 4    | 5    | 4    | 4    | 4    | 4    |      |

## Palmarès

### Coupe du monde
- 2011 : Premier tour

### Coupe d'Afrique des nations
- 2008 :
- 2012 :

### Tournoi féminin de l'UNIFFAC
- 2020 :  Vainqueur